# Lemnogo-Mossi
Lemnogo-Mossi est une localité du Burkina Faso, dans le département de Barga, la province du Yatenga et la région du Nord. 

## Population
Lors du recensement de 2006, on y a dénombré 1 345 habitants. Comme son nom l'indique – pour la distinguer de Lemnogo-Peulh –, ce sont des Mossi.